# Cambarus hiwasseensis
Cambarus hiwasseensis är en kräftdjursart som beskrevs av Hobbs 1981. Cambarus hiwasseensis ingår i släktet Cambarus och familjen Cambaridae. IUCN kategoriserar arten globalt som livskraftig. Inga underarter finns listade i Catalogue of Life.